# Українська нація
Українська нація — термін на означення спільноти етнічних українців як в Україні та і поза її межами. У політичному сенсі іноді вживається на означення всього населення (народу) країни включаючи національні меншини.

## Етнічна українська нація
Українська етнонація — український етнос новітньої доби, що складає основне населення України та проживає в інших державах (див. Українці).
У сучасних суспільних науках питання про те, за яких умов етнічна спільнота, етнос трансформується (і чи взагалі трансформується) в етнічну націю, залишається дискусійним; відповідна оцінка залежить від дуже різних теоретико-методологічних настанов дослідників. У контексті сучасних досліджень нації та націоналізму можна говорити про певну традицію називати «етнонаціями» етноси модерної та новітньої доби, що претендують на створення або вже мають власну суверенну державність. Частина етнонації в межах її власної національної держави разом зі співгромадянами іншого етнічного походження (етнічними меншинами) утворюють націю політичну. У такому контексті український етнос перетворився на етнічну націю в процесі «національного відродження» 19 ст. та процесів державотворення 20 ст. Після 1991 етнічна нація в межах України є складовою політичної української нації.
Етнічна нація. є основним елементом етнонаціональної структури українського суспільства, яке складається з:
- етнічної української нації;
- етнічних меншин та етнічних груп з невизначеним статусом («корінні народи»: як-то кримчаки, гагаузи тощо, без іноетнічних мігрантів);
- представників окремих етносів.

До складу етнічної української нації входять такі осн. компоненти:
- біологічно-антропологічний (див. Антропологічний склад),
- традиційний етнічний масив, окреслений етнічними кордонами (див. Етнічні українські землі),
- етнічні групи (діаспора), що проживають за межами основного етнічного масиву,
- субетнічні групи, що складаються як з етнорегіональних, так і етнографічних угруповань. Оскільки в Україні національність громадян визначається добровільно, актуальні зміни чисельності етнічної української нації залежать не лише від демографічних і міграційних процесів, але й від змін ідентичності національної населення.

У Конституції України 1996 відповідниками етнічної української нації є поняття «українська нація» та «українці»; щодо громадян України інших національностей вживаються поняття «інші корінні народи та національні меншини» (ст. 11).

## Політична (громадянська) нація
Політична (громадянська) нація — сукупність громадян України, незалежно від етнічного походження, мовної чи конфесійної приналежності. У Конституції України 1996 правовим відповідником політичної нації є «Український народ» («громадяни України всіх національностей» — преамбула). Утворення політичної української нації є результатом здобуття державного суверенітету та незалежності України, проголошених Декларацією про державний суверенітет України 16 липня 1990, Актом проголошення незалежності України 24 серпня 1991 та закріплених Всеукраїнським референдумом 1 грудня 1991

## Національні меншини
За даними перепису населення України 2001 р. найбільша етнічна меншина в Україні — росіяни. Їхня кількість у 2001 році становила 8334,1 тисяч осіб (17,3 %).